# Suspension de vol du Boeing 737 Max
Pour un article plus général, voir Boeing 737 Max.

Interdit par les autorités gouvernementales.
Interdit volontairement par les compagnies aériennes.

La suspension de vol du Boeing 737 Max a été décidée entre le 11 et le 13 mars 2019 selon les autorités de certification. Elle fait suite aux écrasements des vols Lion Air 610 le 29 octobre 2018 et Ethiopian Airlines 302 le 10 mars 2019. Ces accidents, les premiers impliquant la nouvelle version des B737 Max, sont survenus peu après le décollage, à moins de cinq mois d'écart et ont causé la mort de 346 personnes. Après avoir réduit de 52 à 42 appareils par mois sa cadence de production, Boeing la suspend en janvier 2020. À ce moment, près de 400 avions neufs doivent déjà attendre dans différents sites dont près de l'usine de Renton, en plus de 389 avions en service mais cloués au sol partout dans le monde.
En novembre 2020, après des modifications aux appareils et de la formation aux pilotes, les autorités américaines puis brésiliennes lèvent la suspension. Le premier vol commercial après cette crise a lieu le 9 décembre 2020 au Brésil.

## Suspension de vol
Plusieurs pays et compagnies aériennes décident d'interdire de vol tous les 737 Max, Cayman Airways le jour même de l'écrasement, la Chine, l'Éthiopie, l’Indonésie, Singapour et Royal Air Maroc le lendemain 11 mars,.
Le 12 mars, l’Allemagne, l’Australie, l’Irlande, la France, la Malaisie, l'Oman, le Royaume-Uni, l'Inde et la Suisse, prennent la décision d'interdire aux Boeing 737 MAX (8 et 9) tout vol commercial dans leur espace aérien, interdiction étendue à 19 h 0 UTC à l'ensemble de l'espace européen par décision de l'Agence européenne de la sécurité aérienne, contraignant tous les avions déjà en vol vers l'Europe à se dérouter.
Le 13 mars, le Canada, après avoir reçu des données ADS-B via le système de suivi satellitaire d'Aireon (en) prend la même mesure de précaution, « l'analyse de multiples vols de Boeing 737 Max 8 suggérant une corrélation inquiétante entre les deux écrasements ».
Après avoir demandé au constructeur de modifier d'ici le mois d'avril le système de commandes de vol MCAS et initialement réaffirmé la sécurité de l'avion, la FAA prononce à son tour la suspension de tous les vols,. Cette décision serait motivée par les données ADS-B reçues par satellite ainsi qu'à la découverte d'une pièce parmi les débris indiquant que l'avion était configuré pour piquer.
Le 21 mars, Boeing annonce qu'un signal d'alerte lumineux signalant un dysfonctionnement du système MCAS, jusqu'alors proposé en option payante et dont étaient dépourvus les deux avions écrasés, serait généralisé à tous les 737 Max.

## Remise en question de la méthode de certification
Le 19 mars 2019, le département des Transports des États-Unis lance un audit du processus qui a conduit à prononcer en mars 2017 la certification du Boeing 737 Max 8, pour s'assurer que les procédures nécessaires à la Federal Aviation Administration pour assurer la sécurité sont suffisantes ; le Congrès des États-Unis a aussi annoncé une enquête sur ce même processus. Le FBI a également rejoint l'enquête criminelle concernant la certification,.
Selon une enquête publiée le 17 mars 2019 par The Seattle Times, il y aurait plusieurs problèmes concernant la certification du Boeing 737 Max :
- la FAA a délégué à Boeing la responsabilité de certifier lui-même la conformité de ses produits aux normes de sécurité. D'après The Washington Post, il s'agit d'une pratique appliquée depuis 2009 par la FAA en faveur de Boeing puis de plus de 80 autres avionneurs[19].

Le Boeing 737 Max dont 370 exemplaires sont déjà en service et plus de 4 500 autres en commande, est la dernière évolution de cet avion conçu dans les années 1960. En cela, il a bénéficié d'une certification allégée (dite « droits du grand-père »). Les pilotes de 737 ne repassent pas de qualification de type, leur transition vers cette nouvelle version peut se réduire à une autoformation d'une heure sur tablette, sans entrainement supplémentaire en simulateur, et ne mentionnait pas l'existence du Maneuvering Characteristics Augmentation System, un système censé prévenir le décrochage et ajouté en raison des caractéristiques aérodynamiques plus délicates de la version Max.
Pour Boeing, le MCAS devait être « transparent » pour les pilotes, donc inconnu de la majorité d'entre eux, en plus de ne pas être documenté dans le manuel de vol. Une semaine après le vol de Lion Air, en novembre 2018, Boeing a émis un bulletin (safety warning) décrivant la procédure à suivre pour désactiver le MCAS,.
La commission des transports du Congrès américain publie un rapport complet en septembre 2020 où de nombreux dysfonctionnements, voire des dissimulations et des conflits d'intérêts entre Boeing et la FAA, sont épinglés, tout comme le défaut de conception de cet appareil,.

## Remise en service
Le 18 novembre 2020, après plusieurs modifications de l’appareil (dont celle du MCAS, système de prévention du décrochage impliqué dans les deux accidents) et de la formation des pilotes, la FAA lève l'interdiction de vol, suivi par les autorités brésiliennes dont la compagnie brésilienne Gol fait le premier vol le 9 décembre 2020 suivie par les compagnies américaines et européennes début 2021.

## Conséquences
Le 7 octobre 2019, la Southwest Airlines Pilots Association, syndicat des pilotes de la compagnie aérienne américaine à bas prix Southwest Airlines, porte plainte contre Boeing pour avoir menti, affirmant que Boeing a « délibérément » induit les pilotes en erreur sur la sécurité du 737 Max. Ils réclament 100 millions de dollars au nom des pertes de salaire.
La mise en cause de Boeing a conduit aux démissions de Kevin McAllister, président-directeur général de la division Avions Commerciaux (BCA), en octobre 2019, puis à celle de Dennis Muilenburg, celui de Boeing, le 23 décembre. Il est remplacé le 13 janvier 2020 par David Calhoun, qui avait déjà été nommé président non exécutif en octobre.
En janvier 2020, le coût de la suspension des vols pour Boeing est estimé à 9,2 milliards de dollars, dont l'indemnisation de ces compagnies aériennes et des sous-traitants ainsi que les indemnités aux familles des victimes. Cette crise fait que Boeing enregistre sa première perte annuelle depuis 1997.
Selon une opinion du cabinet Oxford Economics émise en janvier 2020, l'impact sur le PIB des États-Unis serait de 0,5 % en chiffres annualisés.

## Accord financier pour abandon de poursuites pénales
Le texte peut changer fréquemment, n’est peut-être pas à jour et peut manquer de recul. 
Le titre et la description de l'acte concerné reposent sur la qualification juridique retenue lors de la rédaction de l'article et peuvent évoluer en même temps que celle-ci.
En janvier 2021, Boeing annonce avoir signé une entente avec le ministère de la justice américain pour mettre un terme à une poursuite judiciaire où la société est accusée au criminel. Elle verse 2,5 milliards de dollars : 243 millions à titre d'amende, 1,77 milliard pour régler une petite partie des indemnités dues aux compagnies aériennes ayant acquis des 737 MAX, et 500 millions environ pour dédommager les familles endeuillées à la suite des événements de Lion Air et Ethiopian Airlines en 2018 et 2019,,. Cet arrangement sous forme de « plaider coupable » évite le procès à Boeing, et permet notamment à la compagnie de rester en mesure de répondre à des appels d'offres publics. Cependant, si l'affaire est réglée vis-à-vis du parquet américain, Boeing reste exposé aux poursuites qui pourraient être lancées à titre personnel par les familles des victimes.
En mai 2024, le ministère américain de la Justice accuse l'avionneur de ne pas avoir respecté certaines conditions de l'accord qui avait permis à Boeing d'éviter les poursuites en 2021 en reconnaissant une fraude. Selon le ministère, l'avionneur a failli à prévoir, mettre en place et faire respecter un programme qui lui aurait permis d'être en conformité avec les lois américaines. Boeing serait donc finalement passible de poursuites pénales pour les accidents de 2018 et 2019. Pour Catherine Berthet, mère d'une des victimes, il s'agit d'une victoire et elle déclare : « Nous nous battrons pour un procès pour homicide involontaire de la part de Boeing et ses dirigeants. » De son côté, Boeing affirme avoir respecté l'accord de 2021,.